# Kirian Sánchez
Kirian Sánchez (España) es un actor español. Es conocido por su papel de Alejandro Vilches en Hospital Central.

## Filmografía

### Películas
- Florido Pensil (2001) - como Sánchez Peinado.

### Series de televisión
- Olmos y Robles (2015) - como episódico en el capítulo 1x04
- Ángel o demonio (2011) - como episódico en el último capítulo, 2x09.
- La pecera de Eva (2010) - como Iván, hermano de Leo.
- Hospital Central (2000-2007) - como Alejandro Vilches.
- Periodistas (2001) - como episódico.
- Policías, en el corazón de la calle (2001) - como episódico.
- El secreto (2000) - como David.
- Jacinto Durante, representante (1999) - Personaje episódico.
- Canis y otras tribus urbanas (2006) IES valcarcel